# 森勝治
森 勝治（もり かつじ、1915年（大正4年）10月11日 - 2000年（平成12年）8月1日）は、日本の労働運動家、政治家。参議院議員（2期）。

## 経歴
栃木県で生まれる。1937年、帝京商業学校（後の帝京大学中学校・高等学校）を卒業した。
郵便局に勤務しながら文学の道への志を持ち、1945年、朝日新聞懸賞ホームソングに『朝はどこから』を応募して当選した。その後、労働運動に加わり、全電通埼玉地区本部執行委員長、埼玉県労働組合評議会議長、埼玉県議会議員、日本社会党埼玉県本部国民運動委員長、同政策審議会長、同埼玉県議会議員団長などを務めた。
1965年7月、第7回参議院議員通常選挙で埼玉県地方区から出馬して当選。第9回通常選挙で再選され、参議院議員を連続2期務めた。この間、日本社会党国対役員、同埼玉県本部執行委員長、埼玉県労働組合評議会顧問、全電通顧問、国際電電労働組合顧問、参議院逓信委員長などを務めた。
1985年秋の叙勲で勲二等瑞宝章受章。
2000年8月1日、肺炎のため静岡県田方郡函南町のNTT東日本伊豆病院で死去、84歳。死没日をもって従四位に叙される。